# Макбэйн, Джейми
Дже́йми Майкл Макбэ́йн (англ. Jamie Michael McBain; род. 25 февраля 1988, Идайна, Миннесота) — американский хоккеист, защитник. По окончании сезона 2017/18 завершил игровую карьеру.

## Карьера

### Клубная карьера
На драфте НХЛ 2006 года Макбэйн был выбран в 2 раунде под общим 63-м номером клубом «Каролина Харрикейнз». Три года он провёл в студенческой команде «Висконсин Баджерс». В 2009 году он вошёл в первую Сборную всех звёзд WCHA, а также был признан лучшим игроком лиги.

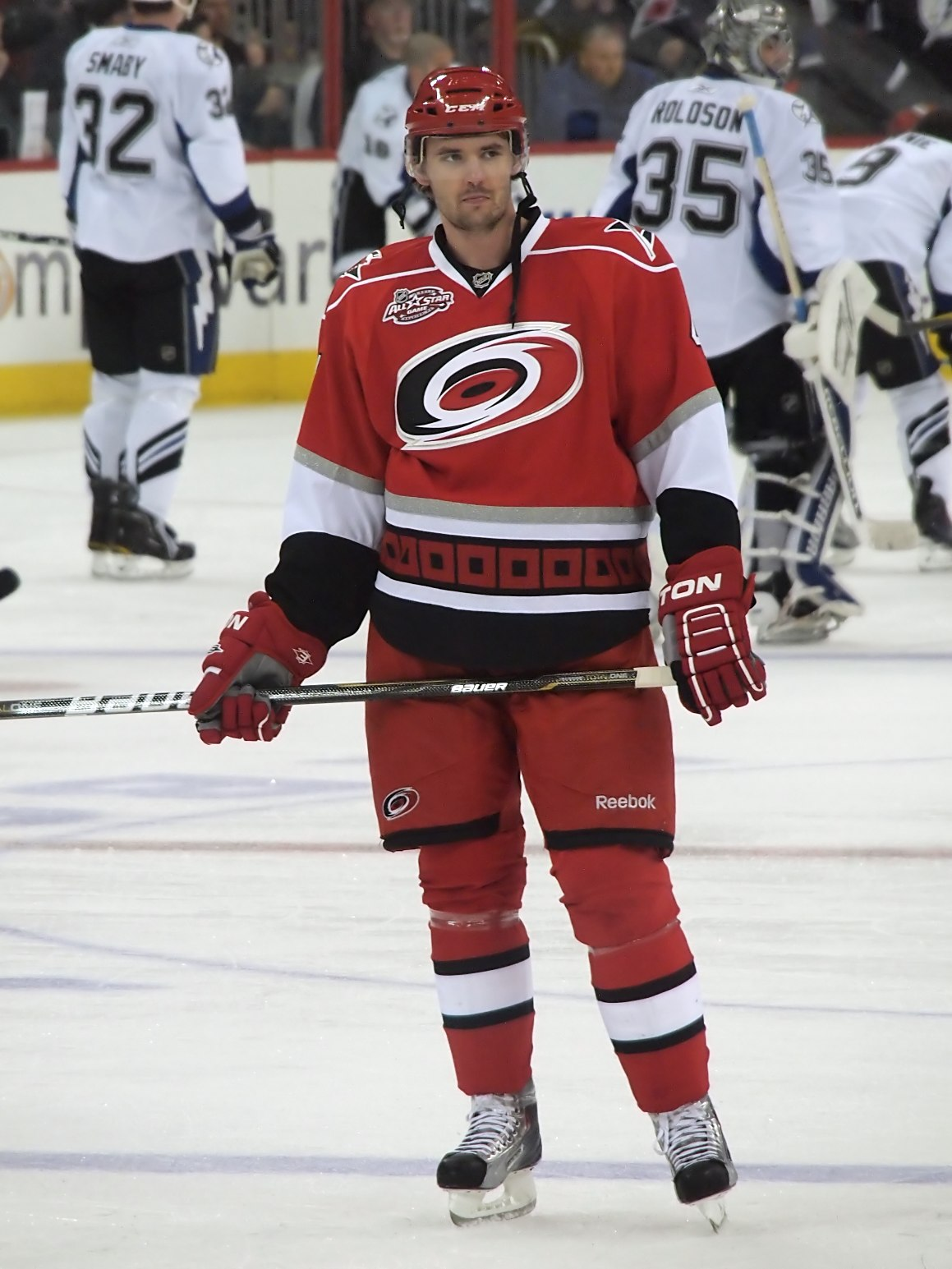
Джейми Макбэйн в составе «Каролина Харрикейнз» в 2011 году

 К концу сезона 2008/09 Макбэйн дебютировал в профессиональном хоккее, проведя десять матчей в АХЛ за «Олбани Ривер Рэтс». В сезоне 2009/10 Джейми снова играл в основном за «Олбани», но параллельно сумел сыграть первые 14 матчей за «Каролину» в НХЛ, набрав при этом 10 очков. Свою первую шайбу он забросил 20 марта 2010 года, принеся победу «Харрикейнз» в овертайме над «Питтсбургом».
В сезоне 2010/11 Макбэйн провел весь сезон в НХЛ и набрал в составе «Каролины» 30 очков в 76-и играх. В январе Джейми был приглашён на матч Матча молодых звёзд НХЛ, заменив травмированного Джордана Эберле.
В сезоне 2011/12 Джейми стал самым результативным защитником «ураганов», заработав 27 (8+19) очков в 76 матчах. 21 мая 2012 года «Каролина» объявила, что Макбэйн согласился продлить контракт на два года. Общая сумма контракта $3,6 млн, причём в сезоне 2012/13 он получит $1,7 млн, а в следующем уже $1,9 млн. В комментарии о продлении контракта генеральный менеджер «Каролины» Джим Рутерфорд заявил: «Джейми ещё очень молодой игрок, который создал себя как защитник НХЛ. Он хорошо перемещает шайбу и показал, что способен помогать в атаках, особенно в большинстве».
В сезоне 2012/13 на период локаута Макбэйн выступал в клубе СМ-Лиги «Пеликанс».

### Международная карьера
Макбэйн в составе сборной США участвовал в юниорском и молодёжных чемпионатах мира. Особенно удачно для него сложился юниорский чемпионат мира 2006 года, в котором его команда стала чемпионом, а он стал лучшим ассистентом и защитником турнира. На МЧМ-2007 он вместе с командой завоевал уже бронзовую медаль.

## Статистика
| Легенда | Легенда                    | Легенда | Легенда                   | Легенда | Легенда    |
| ------- | -------------------------- | ------- | ------------------------- | ------- | ---------- |
| И       | Количество проведённых игр | Штр     | Штрафное время            | +/−     | Плюс-минус |
| Г       | Голы                       | П       | Голевые передачи          | О       | Очки       |
| -       | Статистика неизвестна      | —       | Статистика не учитывалась |         |            |

## Достижения
| Год  | Команда      | Достижение                                   | Достижение |
| ---- | ------------ | -------------------------------------------- | ---------- |
| 2006 | США (юниор.) | Победитель юниорского чемпионата мира        |            |
| 2007 | США (мол.)   | Бронзовый призёр молодёжного чемпионата мира |            |
| 2013 | США          | Бронзовый призёр чемпионата мира             |            |

| Год           | Команда             | Достижение                                                | Достижение |
| ------------- | ------------------- | --------------------------------------------------------- | ---------- |
| Клубные       |                     |                                                           |            |
| 2009          | Висконсин Баджерс   | Игрок года WCHA                                           |            |
| 2009          | Висконсин Баджерс   | Попадание в первую Сборную всех звёзд WCHA                |            |
| 2011          | Каролина Харрикейнз | Участник Матча молодых звёзд НХЛ                          |            |
| Международные |                     |                                                           |            |
| 2006          | США (юниор.)        | Лучший ассистент юниорского чемпионата мира               |            |
| 2006          | США (юниор.)        | Лучший защитник юниорского чемпионата мира                |            |
| 2006          | США (юниор.)        | Попадание в Сборную всех звёзд юниорского чемпионата мира |            |